# Lee Ki-keun
Lee Ki-keun ((이기근?, 李基根?); 17 luglio 1965) è un ex calciatore sudcoreano, di ruolo attaccante.